# Броне-сайт Чобитка Василия
Броне-сайт Чобитка Василия — тематический сайт, электронная библиотека, посвящённая танкам и другой бронетехнике многих стран мира. Один из наиболее популярных сайтов бронетанковой тематики Рунета.

## История создания
Броне-сайт создан как авторский проект В. Чобитка, доступен с 22 июля 1999 года, в начале по адресу armor.yurteh.net, в настоящее время — armor.kiev.ua.
С того времени сайт пополняется новыми материалами. Часть статей написана их авторами специально для Броне-сайта и опубликованы впервые.
В январе 2000 года к проекту присоединяется дизайнер Alex Lee — сайту разработан дизайн. В сентябре 2002 года дизайн переработан, этот вариант используется по настоящее время.
Кроме первоначально созданного раздела «Танки — справочник» на Броне-сайте открыты разделы «Танки в бою», «Библиотека», «БТ юмор» и «Танк изнутри», который позднее мигрировал в wiki-раздел «Бронетанковая энциклопедия».
Раздел «Бронетанковая энциклопедия» на движке wiki открыт в октябре 2006 года.
На Броне-сайте были открыты проекты РОМБ — Русские бронетанковые ресурсы; За Веру и Верность! — награды России; авторский проект Юрия Веремеева Анатомия армии.
В 2009 году Броне-сайт отпраздновал свой 10-летний юбилей.

## Оценка проекта
В 2002 году Броне-сайт получил Приз юзерских симпатий на I Украинском фестивале Интернет.
В 2005 году Броне-сайт и Анатомия армии заняли I-е места в разных номинациях конкурса «Защитники Отечества».
Ежедневно Броне-сайт посещает около 3 тыс. уникальных посетителей.
На 2012 год тИЦ Броне-сайта составляет 750.

### Отзывы в прессе
«Хакер», спецвыпуск. 2002. № 3. (#16):

Автор сайта в детстве ударился головой о броню танка :). Поэтому тут ты найдёшь информацию обо всем, что связано с бронетанковой техникой, её историей, развитием и текущим состоянием дел в бронированной отрасли. Одним словом, натуральная бронетанковая интернет-библиотека. Танки тут от довоенных танкеток на паровом котле до самых современных монстров — причём не только наши, а по всем странам мира. Есть неплохая подборка фотографий по довоенному периоду, второй мировой войне, послевоенному периоду, операции «Буря в пустыне», Чечне и музею бронетанковой технике в Кубинке.

«Домашний компьютер». 2002. № 9:

«Броне-сайт Чобитка Василия» из Киева — некоммерческая бронетанковая интернет-библиотека. Здесь можно скачать книги про танки, почитать как серьёзные, так и юморные статьи, а также весёлые картинки с танчиками посмотреть. Дизайн сайта — на пять баллов.